# Tabanus parviformus
Tabanus parviformus är en tvåvingeart som beskrevs av Wang 1985. Tabanus parviformus ingår i släktet Tabanus och familjen bromsar. Inga underarter finns listade i Catalogue of Life.